# Décomposition de Frobenius
On considère un K-espace vectoriel E de dimension finie et un endomorphisme u de cet espace. Une décomposition de Frobenius est une décomposition de E en somme directe de sous-espaces dits cycliques, telle que les polynômes minimaux (ou caractéristiques) respectifs des restrictions de u aux facteurs sont les facteurs invariants de u. La décomposition de Frobenius peut s'effectuer sur un corps quelconque : on ne suppose pas ici que K est algébriquement clos.

## Polynôme conducteur
Soit x un vecteur de E, l'ensemble
est un idéal de K[X] non réduit à 0 (d'après le théorème de Cayley-Hamilton, le polynôme caractéristique est un polynôme non nul appartenant à cet idéal) ; il est donc engendré par un unique polynôme unitaire {\displaystyle \pi _{u,x}} appelé polynôme conducteur de u en x, ou parfois polynôme minimal local de u en x.

## Sous-espace cyclique
Soit x un vecteur de E, l'ensemble
est un sous-espace vectoriel de E stable par u appelé sous-espace u-cyclique engendré par x, ou encore clôture u-stable de x.
Soit {\displaystyle P\in K[X]}, on a {\displaystyle P\in I_{x}} si et seulement si {\displaystyle \forall y\in S_{x},\ P(u)(y)=0}. Ainsi le polynôme conducteur {\displaystyle \pi _{u,x}} est le polynôme minimal de l'endomorphisme induit par u sur le sous-espace Sx. 
La dimension de Sx est égale au degré du polynôme {\displaystyle \pi _{u,x}}.

## Vecteursu-maximums
Pour tout vecteur x de E, le polynôme conducteur {\displaystyle \pi _{u,x}} divise le polynôme minimal {\displaystyle \pi _{u}} de u. On dira que x est u-maximum lorsque {\displaystyle \pi _{u,x}=\pi _{u}}. La décomposition de Frobenius s'appuie sur les deux résultats suivants (démontrés sur Wikiversité) :
- tout endomorphisme u admet un vecteur u-maximum ;
- pour tout vecteur u-maximum x, Sx admet un supplémentaire stable par u.

En procédant par récurrence, on parvient alors à la décomposition de Frobenius.

## Décomposition de Frobenius
Il existe une suite de vecteurs {\displaystyle x_{1},x_{2},\dots ,x_{p}} de E telle que
- {\displaystyle E=S_{x_{1}}\oplus S_{x_{2}}\oplus \dots \oplus S_{x_{p}}}
- {\displaystyle \pi _{u,x_{p}}\mid \dots \mid \pi _{u,x_{2}}\mid \pi _{u,x_{1}}}

Les polynômes {\displaystyle \pi _{u,x_{i}}} ne dépendent pas du choix des vecteurs {\displaystyle x_{i}}, ce sont les facteurs invariants de u. Le polynôme minimal est {\displaystyle \pi _{u}=\pi _{u,x_{1}}} et le polynôme caractéristique est {\displaystyle \chi _{u}=\pi _{u,x_{1}}\pi _{u,x_{2}}\dots \pi _{u,x_{p}}}.
Deux endomorphismes sont semblables si et seulement s'ils ont les mêmes facteurs invariants.
Alternativement, on peut voir le théorème de décomposition de Frobenius comme un corollaire immédiat du théorème des facteurs invariants en effectuant la correspondance entre le {\displaystyle \mathbb {K} }-espace-vectoriel {\displaystyle E} et le {\displaystyle \mathbb {K} [X]}-module {\displaystyle (E,u)} muni du produit externe défini par {\displaystyle P\cdot _{u}x=P(u)(x)}. Toutefois, le théorème des facteurs invariants est bien plus difficile à démontrer en toute généralité que la preuve décrite ici, qui utilise des techniques d'algèbre linéaire.
Les endomorphismes induits par u sont des endomorphismes cycliques dont il ne reste plus qu'à étudier les propriétés spécifiques.

## Endomorphisme cyclique
On dit que u est un endomorphisme cyclique s'il existe un élément x de E tel que Sx = E.
On peut caractériser les endomorphismes cycliques de plusieurs manières : un endomorphisme u de E est cyclique si et seulement si :
- le degré du polynôme minimal de u est égal à la dimension de E ;
- le polynôme minimal et le polynôme caractéristique de u sont égaux (au signe près) ;
- un endomorphisme commute avec u (si et) seulement si c'est un polynôme en u ;
- il existe une base de E dans laquelle la matrice de u est une matrice compagnon. C'est alors la matrice compagnon du polynôme minimal de u.

## Applications
- La décomposition de Frobenius permet d'étudier le commutant et le bicommutant d'un endomorphisme.
- Elle fournit un système complet d'invariants de similitude d'une matrice carrée, ce qui permet de démontrer élégamment que :
  - toute matrice carrée est semblable à sa transposée (on le démontre manuellement pour une matrice compagnon et cela suffit) ;
  - si deux matrices carrées à coefficients dans un corps K sont semblables via une matrice inversible à coefficients dans une extension de K, alors elle le sont aussi via une matrice inversible à coefficients dans K.

## Référence
J. Fresnel, Algèbre des matrices, Hermann, 1997, § A 4.1, p. 139-141